# Pieve Ligure
Pieve Ligure est une commune italienne de 2 578 habitants située dans la ville métropolitaine de Gênes dans la région Ligurie en Italie.

## Administration
| Période                                  | Période          | Identité           | Étiquette                 | Qualité            |
| ---------------------------------------- | ---------------- | ------------------ | ------------------------- | ------------------ |
| 6 juillet 1947                           | 24 janvier 1948  | Giuseppe Pizzocaro |                           | Maire              |
| 24 janvier 1948                          | 3 juin 1951      | Giuseppe Montobbio |                           | Maire (provisoire) |
| 3 juin 1951                              | 15 octobre 1951  | Remo Chiarenzi     |                           | Maire              |
| 15 octobre 1951                          | 3 juin 1956      | Giuseppe Sommariva |                           | Maire (provisoire) |
| 3 juin 1956                              | 20 novembre 1960 | Angelo de Camillis |                           | Maire              |
| 20 novembre 1960                         | 8 décembre 1964  | Angelo de Camillis |                           | Maire              |
| 8 décembre 1964                          | 1er juin 1965    | Angelo de Camillis |                           | Maire              |
| 1er juin 1965                            | 5 juillet 1970   | Paolo Satta        |                           | Maire (provisoire) |
| 5 juillet 1970                           | 15 avril 1971    | Bruno Lanza        |                           | Maire              |
| 15 avril 1971                            | 4 juillet 1975   | Pietro Stagno      |                           | Maire (provisoire) |
| 4 juillet 1975                           | 24 juin 1980     | Mario Pareto       |                           | Maire              |
| 24 juin 1980                             | 28 octobre 1983  | Augusto Maestri    |                           | Maire              |
| 28 octobre 1983                          | 7 juin 1985      | Gian Marco Rossi   |                           | Maire (provisoire) |
| 7 juin 1985                              | 1er juillet 1988 | Gian Marco Rossi   |                           | Maire              |
| 1er juillet 1988                         | 18 juin 1990     | Marco Sitia        |                           | Maire (provisoire) |
| 18 juin 1990                             | 5 mai 1995       | Felice Mignone     | Liste civique             | Maire              |
| 5 mai 1995                               | 13 juin 1999     | Felice Mignone     | Liste civique             | Maire              |
| 13 juin 1999                             | 12 juin 2004     | Felice Mignone     | Liste civique             | Maire              |
| 12 juin 2004                             | 4 mars 2006      | Walter Bozzi       | Liste civique             | Maire              |
| 4 mars 2006                              | 28 mai 2007      | Adolfo Olcese      |                           | Maire (provisoire) |
| 28 mai 2007                              | 7 mai 2007       | Adolfo Olcese      | Liste civique "Per Pieve" | Maire              |
| 7 mai 2012                               | en cours         | Adolfo Olcese      | Liste civique "Per Pieve" | Maire              |
| Les données manquantes sont à compléter. |                  |                    |                           |                    |

### Communes limitrophes
Bogliasco, Sori